# 馬頭圍道三級火

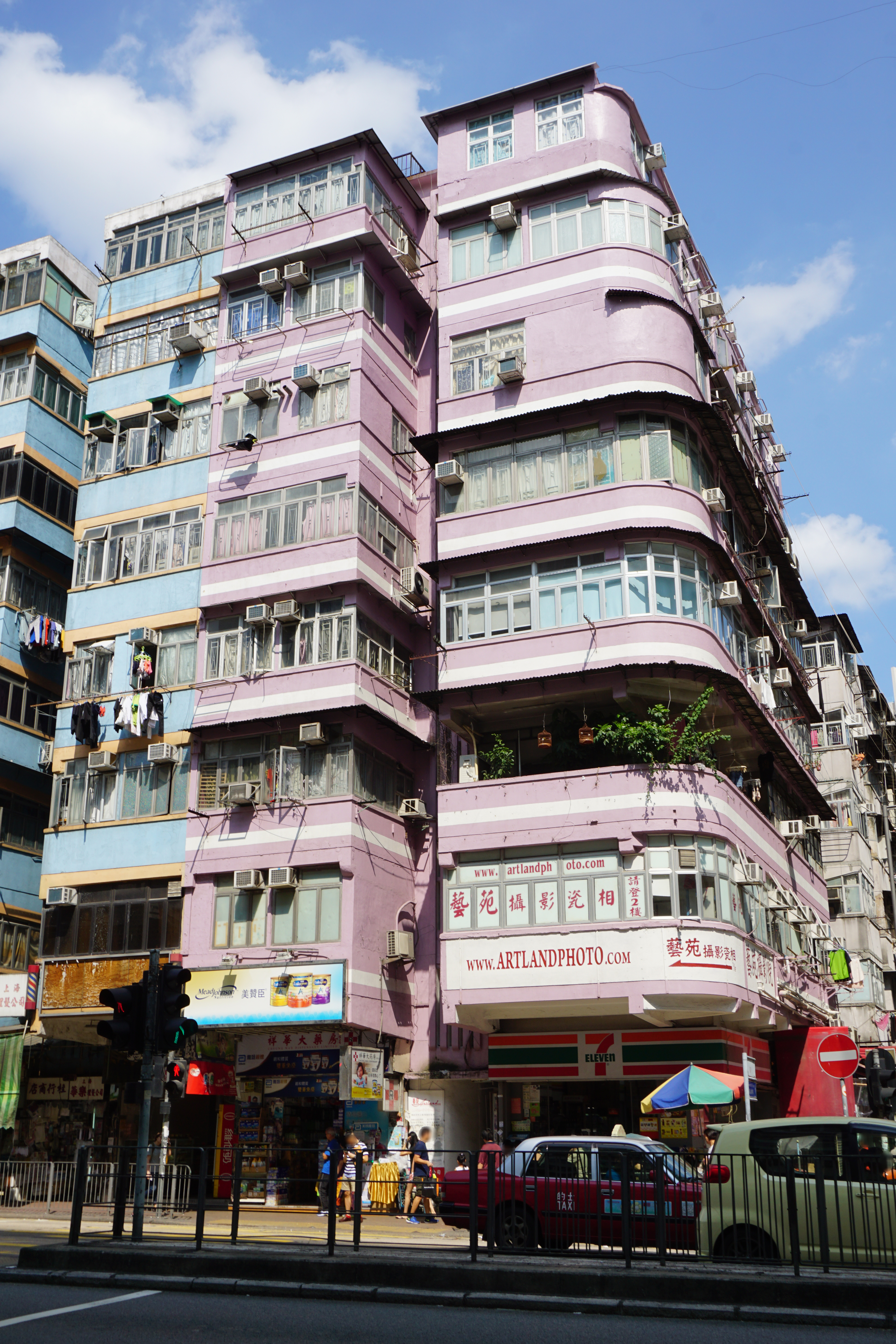
發生大火的唐樓

馬頭圍道三級火是指2011年6月15日凌晨发生在土瓜灣馬頭圍道一座八層高唐樓的三级大火，造成4死19伤，起火原因仍有待调查。由于该大厦每層樓分隔為五個套房出租（俗称劏房），引致逃生困难，再次引起人们关注劏房问题。
死因庭於2013年7月裁定全部死者死於意外，裁判官表示火災可能由煙蒂或香燭引起，而非與電力有關或縱火。